# Comuna Mariivka, Kompaniivka
Mariivka (în ucraineană Мар`ївка) este o comună în raionul Kompaniivka, regiunea Kirovohrad, Ucraina, formată din satele Mariivka (reședința), Ternova Balka și Zelene.

## Demografie
Componența lingvistică a comunei Mariivka
     Ucraineană (91,37%)
     Rusă (4,15%)
     Alte limbi (1,51%)
Conform recensământului din 2001, majoritatea populației comunei Mariivka era vorbitoare de ucraineană (91,37%), existând în minoritate și vorbitori de rusă (4,15%) și armeană (2,31%).